# 礎盤

イオニア式の柱
1.エンタブラチュア、2.コラム、3.コーニス、4.フリーズ、5.アーキトレーブ、6.柱頭、7.柱身、8.礎盤、9.ステュロバテス、10.基壇

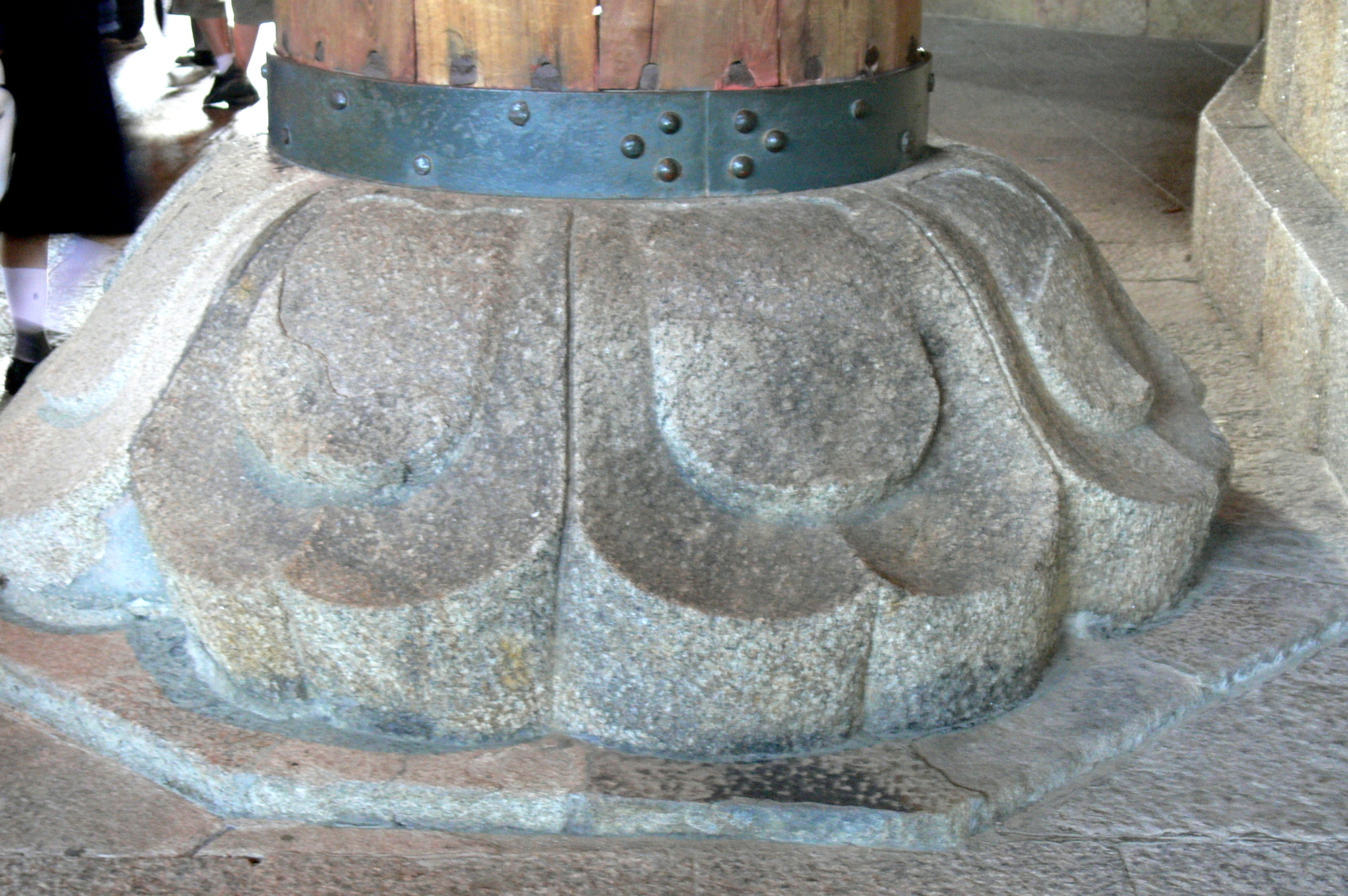
東大寺の礎盤

礎盤（そはん）、もしくは双盤とは、石や木で作られた柱と礎石の間に置かれる台である。これらは柱礎とも言われる。

## 外国の礎盤
ギリシャ語では、πλίνθος plinthos、ラテン語ではplinthusという。これらは柱の礎盤の他、像やモニュメントの台座の意味も含む